# Apparatstik
Et apparatstik er et elektrisk stik for strøm til et teknisk apparat.
Visse appparatstik er specificeret af International Electrotechnical Commission (IEC) i standarden 60320. 
Stik der følger IEC kommer i forskellig formater. 
C1 er et lille stik der ofte ses til barbermaskiner.
Hos ældre apparater kan man se stik efter den tyske standard DIN 49491.
På tysk ser man dem under navnet "Waffeleisenstecker" (vaffeljernstik) med baggrund i deres anvendelse til varme apparater så som vaffeljern og strygejern.
- IEC 60320 C1
- IEC 60320 C5
- IEC 60320 C7
- IEC 60320 C13
- IEC 60230 C15
- IEC 60230 C17
- IEC 60320 C19
- Stik efter DIN 49491